# Kościół św. Jakuba w Raciborzu
Kościół pw. św. Jakuba – podominikański kościół pochodzący z XV wieku, który znajduje się na rynku w Raciborzu.

## Historia

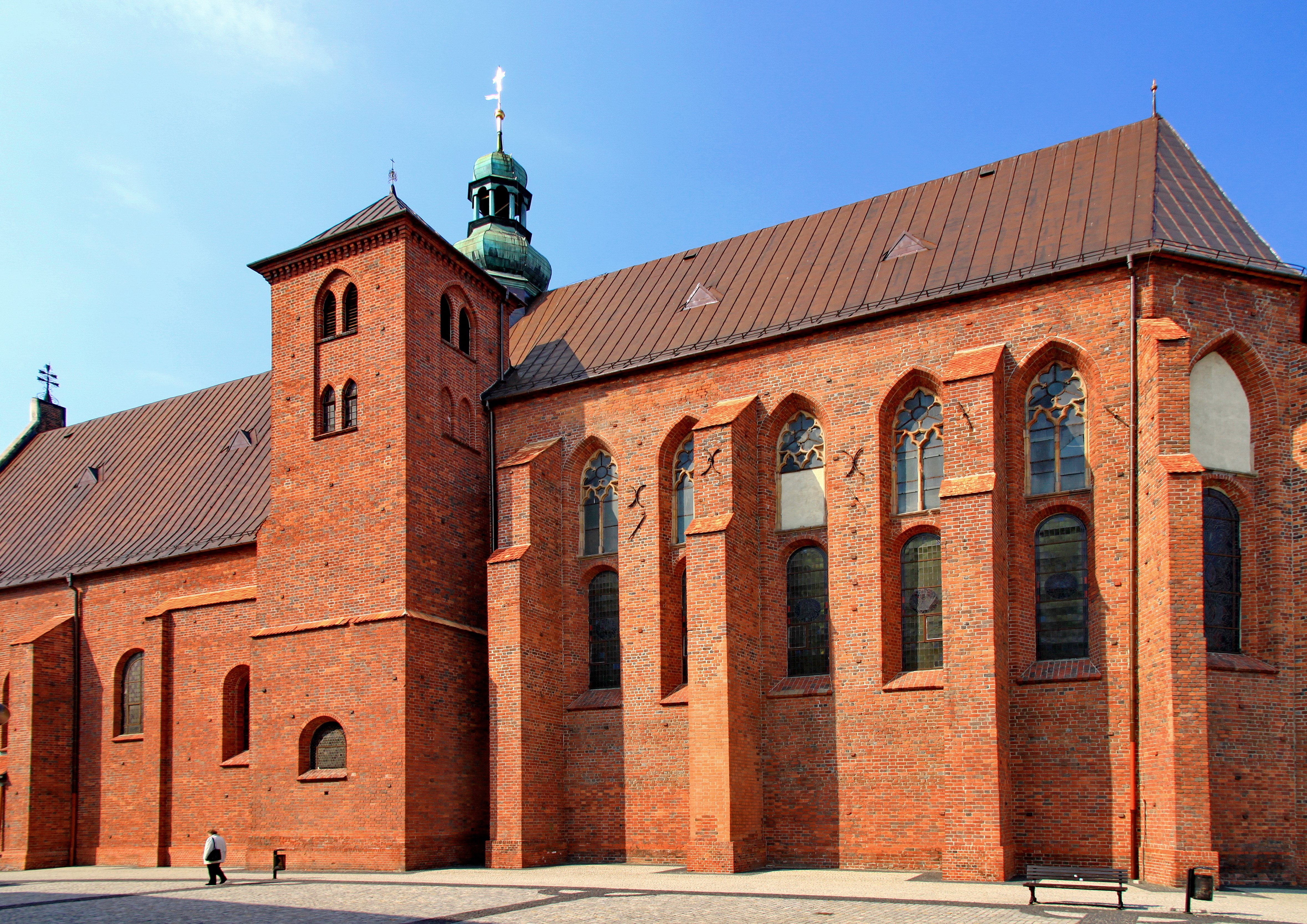
Elewacja południowa kościoła

Kościół św. Jakuba to jedyna pozostałość po klasztorze dominikanów. Jego powstanie wiąże się ze sprowadzeniem zakonu dominikanów około 1258 roku. Prawdopodobnie w tym samym roku został konsekrowany przez biskupa wrocławskiego Tomasza I. Obecny wygląd budowli pochodzi z początków XV wieku, po pożarze z 1300 roku.
Dzisiejszy główny układ architektoniczny powstał w wyniku przebudowy zakończonej w roku 1655, po pożarze z 1637 roku. Data odbudowy wraz z herbem Odrowążów, z których wywodzą się śląscy dominikanie – św. Jacek i błogosławiony Czesław widnieją na kamiennej ościeżnicy drzwi prowadzących od północnej strony na chór. W tym roku powstała również kaplica grobowa rodziny hrabiów von Gaschin oraz Matki Boskiej Szkaplerznej, poprzez podwyższenie i postawienie filarów w zachodnim przęśle nawy. W 1810 roku po kasacji klasztoru dominikanów również kościół przyklasztorny miał zostać zlikwidowany. Jednak w wyniku zabiegów duchowieństwa 24 sierpnia 1811 roku zawarto porozumienie. Mówiło ono, że w kościele św. Jakuba będą odprawiane nabożeństwa w języku polskim. Królewski Urząd Skarbowy przeznaczył 926 talarów na utrzymanie dwóch duchownych i kościelnego, a także na zakup sprzętów liturgicznych. Nabożeństwa w języku polskim odprawiane były w tym kościele do roku 1938. Podczas renowacji kościoła w latach 1822-1823 wymieniono między innymi gonty na niepalny dach. W 1874 roku przebudowano elewację kościoła.
W 1945 roku wskutek działań wojennych spalił się dach, ołtarz oraz uszkodzone zostało sklepienie prezbiterium w kościele. Odbudowę rozpoczęto w tym samym roku, a zakończono w 1947. Kościół św. Jakuba pełnił wtedy, do czasu odbudowy kościoła Wniebowzięcia Najświętszej Maryi Panny, rolę kościoła parafialnego dla centrum miasta.
Obecnie odbywają się w nim Msze Święte w języku niemieckim oraz nabożeństwa dla młodzieży. Jest kościołem filialnym, należącym do parafii Wniebowzięcia Najświętszej Maryi Panny.

## Opis
Jest to gotycka budowla orientowana, która posiada jedną, szeroką nawę. Od strony wschodniej poprzedzona jest wieloprzęsłowym chórem.
Elewacja zachodnia od strony Rynku posiada wystrój neoromański, natomiast wieży i elewacjom bocznym przywrócono styl gotycki za sprawą raciborskiego architekta Stracke’ego. Po prawej stronie od głównego wejścia znajduje się marmurowy krzyż, który stoi tam od czerwca 1874 roku. Natomiast po drugiej stronie znajduje się pomnik św. Jana Nepomucena sprzed 1720 roku.

## Wnętrze

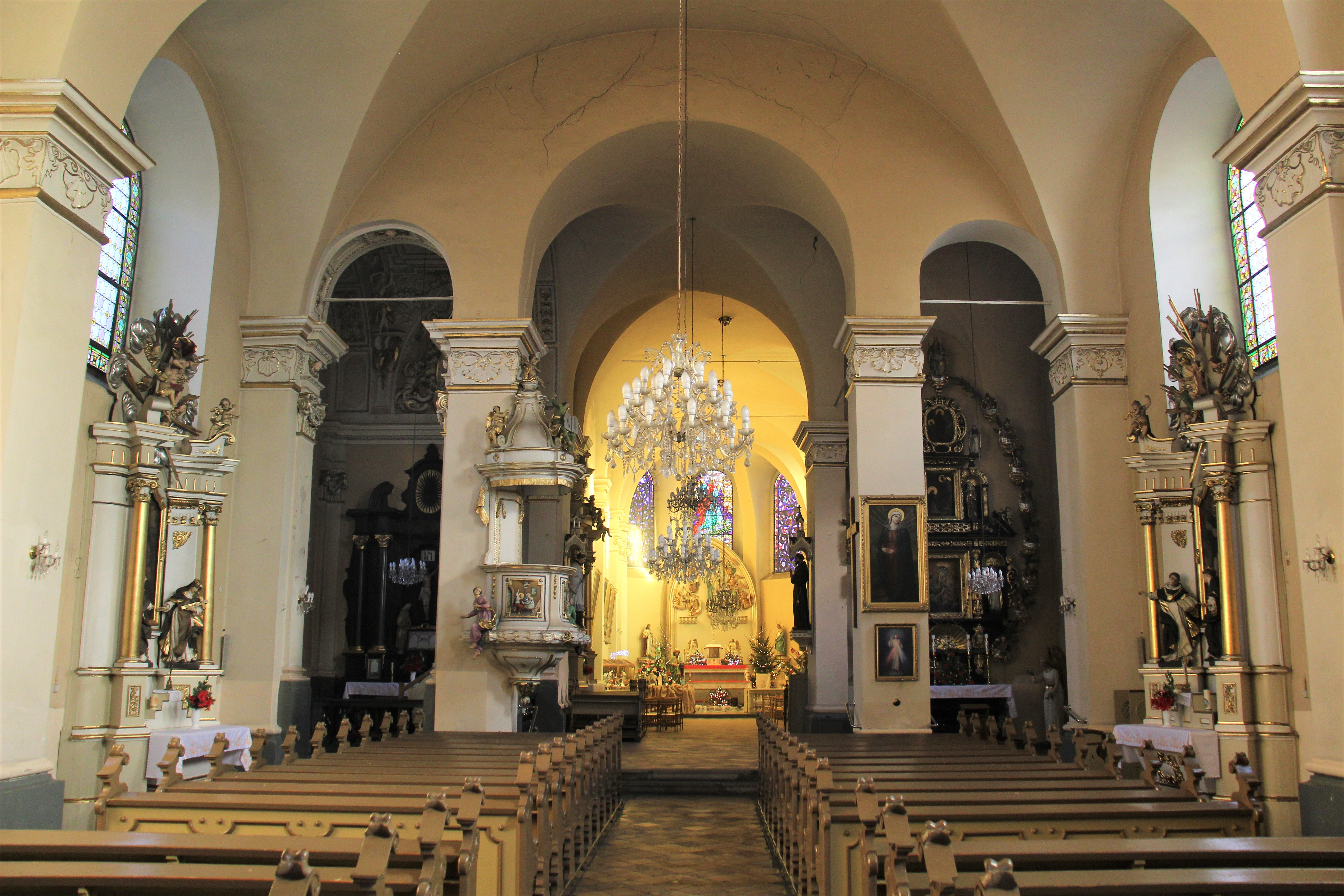
Wnętrze kościoła

Najcenniejsza pod względem architektonicznym częścią wnętrza kościoła jest kaplica grobowa hrabiów von Gaschin. Znajduje się ona za klasycystyczną amboną z końca XVIII wieku. Na sklepieniu kaplicy oraz w obramowaniu okna można zobaczyć piękną dekorację stiukową, która powstała w latach 1637-1655. W 1661 roku hrabia Melchior Ferdynand von Gaschin zlecił Salomonowi Steinhofowi wykonanie ołtarza w rodowej kaplicy za sumę 200 talarów. Ołtarz wykonany jest z czarnego marmuru, a w środkowym polu ołtarza znajduje się grupa Ukrzyżowania, która wykonana jest z alabastru. Dekorowana jest licznymi motywami roślinnymi, a także aniołkami podtrzymującymi gładki plafon oraz sceny Biczowania i Ukrzyżowania.
Naprzeciw rodowej kaplicy von Gaschin znajduje się południowa kaplica, w której jest ołtarz Różańca świętego ufundowany w 1659 roku. Jego twórcą jest najprawdopodobniej Salomon Steinhof. Nastawa ołtarza jest złożona z obrazów umieszczonych piętrowo jeden nad drugim. I tak na dolnym obrazie jest przedstawiona Matka Boska, a sam obraz pochodzi z Rzymu. Obok tego obrazu znajdują się konchowe wnęki, w których znajdują się dwie rzeźby, przedstawiające św. Dominika i św. Jacka. W środkowej kondygnacji znajduje się malowany na drewnie obraz pochodzący z XVIII wieku, a przedstawiający widzenie św. Dominika, który otrzymuje szkaplerz z rąk Matki Boskiej. Obok niego znajdują się figury dwóch świętych kobiet. Na wieńczącym ołtarz owalu znajduje się obraz przedstawiający św. Józefa z Dzieciątkiem, a obok obrazu są umieszczone dwie figury świętych, z czego jedna przedstawia św. Antoniego. Cały ołtarz oplata girlandowy, bogato zdobiony wieniec, który wyrasta jak drzewo Jessego z podstawy ołtarza. Natomiast w wieńcu po każdej stronie znajduje się po osiem rzeźb posiadających identyfikujące je inskrypcje, które przedstawiają antenatów Najświętszej Maryi Panny. Zwieńczeniem całego ołtarza jest postać Matki Boskiej, która stoi na półksiężycu.
Pozostałe ołtarze pochodzą z drugiej połowy XVIII wieku, mają formę barokową i prezentują mniejszą wartość artystyczną.
Pierwotny ołtarz główny poświęcony św. Jakubowi, który jest patronem kościoła, spłonął w 1945 roku. Obecny ołtarz ma formę pseudogotycką.